# Neophylax
Neophylax is een geslacht van schietmotten uit de familie Uenoidae. De wetenschappelijke naam van het geslacht werd voor het eerst geldig gepubliceerd door Robert McLachlan in 1871. McLachlan beschreef tevens de eerste soort, Neophylax concinnus afkomstig uit de Amerikaanse staat New York.
Deze schietmotten komen voor in Noord-Amerika, Japan en Oost-Azië. De larven hebben een ongewoon lange diapauze van 2 tot 6 maanden vooraleer ze verpoppen en uitkomen in de herfst.

## Soorten
- N. acutus RN Vineyard & Wiggins, 1987
- N. albipunctatus (AV Martynov, 1930)
- N. aniqua HH Ross, 1947
- N. atlanta HH Ross, 1947
- N. auris RN Vineyard & Wiggins, 1987
- N. ayanus HH Ross, 1938
- N. concinnus R McLachlan, 1871
- N. consimilis C Betten, 1934
- N. delicatus Banks, 1943
- N. etnieri RN Vineyard & Wiggins, 1987
- N. fenestratus (Banks, 1940)
- N. flavus W Mey & L Yang, 2001
- N. fuscus Banks, 1903
- N. japonicus F Schmid, 1964
- N. koizumii (M Iwata, 1927)
- N. kolodskii CR Parker, 2000
- N. lewisae DA Etnier, 2006
- N. maculatus (KH Forsslund, 1935)
- N. mitchelli FM Carpenter, 1933
- N. muinensis M Kobayashi, 1977
- N. nacatus DG Denning, 1941
- N. nigripunctatus L Tian & Y Li, 1993
- N. occidentis Banks, 1924
- N. oligius HH Ross, 1938
- N. ornatus Banks, 1920
- N. ottawa RN Vineyard & Wiggins, 1987

- N. relictus (AV Martynov, 1935)
- N. rickeri LJ Milne, 1935
- N. securis RN Vineyard & Wiggins, 1987
- N. sinuatus L Navas, 1917
- N. slossonae Banks, 1943
- N. smithi RN Vineyard & Wiggins, 1987
- N. splendens DG Denning, 1948
- N. stolus HH Ross, 1938
- N. tenuicornis (Ulmer, 1907)
- N. toshioi RN Vineyard & Wiggins, 1987
- N. ussuriensis (AV Martynov, 1914)
- N. wigginsi JL Sykora & JS Weaver, 1978